# 佐藤正樹
佐藤 正樹（さとう まさき、1966年2月22日 - ）は、日本の男性アニメーター、キャラクターデザイナー。株式会社RED・ONE代表取締役。代表作は『ドラゴンボールZ』『スラムダンク』など。

## 来歴
岩手県出身。高校卒業後、東京デザイナー学院のアニメーション科に進学。卒業間際に同級生から「お前はジュニオの考え方に合っている」と勧められたためにアニメ制作会社のスタジオジュニオ（現：ジュニオ ブレイン トラスト）に入社。入社からわずか1年半で動画から原画に昇格した。
2013年時点では、トムス・エンタテインメントに所属。

## 人物・エピソード
- スタジオジュニオ時代、『ドラゴンボールZ』のキャラクターデザインを務めていた前田実からいきなり夕方に「明日の昼までにあげろ！」とアイキャッチの仕事を依頼され、絵コンテの内容に尺があっていないという状況で苦労した末に何とか完成させたが、それを見た前田は激怒した。しかし、そのアイキャッチは長く使われ、さらにその絵を使ったカードダスはまんだらけで買い取り額が百万円で取引されていたとのこと[1]。

## 参加作品

### テレビアニメ
- ゲゲゲの鬼太郎 (第3作)（1985年 - 1988年）動画（81・95・100・107話）
- 青春アニメ全集「姿三四郎」（1986年）動画（3話）
- Bugってハニー（1986年 - 1987年）動画（14・20・23話）
- ドラゴンボール（1986年 - 1989年）原画（89・97・104・112・119・125・132・139・146・153話）[2]
- ドラゴンボールZ（1989年 - 1996年）作画監督（64話）、作画監督補佐（SP1）、原画（7・14・21・28・34・41・48・70・77・90・107・112・117・124・142・154・159・164話・SP2）
- 恐竜惑星（1993年 - 1994年）作画監督（1 - 4・5 - 24（共同）・25 - 27・28（共同）・29 - 32話）
- スラムダンク（1993年 - 1996年）キャラクターデザイン[3]
- ストリートファイターII V（1995年）作画監督（1話（共同））
- 白鯨伝説（1997年 - 1999年）キャラクターデザイン・総作画監督（高谷浩利との共同）、作画監督（2話）、レイアウト作監（19話）
- 頭文字D（1998年）作画監督（24話）、原画（18・24話）
- 頭文字D Second Stage（1999年 - 2000年）キャラクターデザイン、総作画監督（1話）
- ARMSPROJECT ARMS（2001年 - 2002年）キャラクターデザイン、作画監督（OP1・OP3）
- 機動天使エンジェリックレイヤー（2001年）原画（8・14・20話）
- 新白雪姫伝説プリーティア（2001年）原画（9話）
- SAMURAI GIRL リアルバウトハイスクール（2001年）原画（2話）
- キン肉マンII世（2002年）キャラクターデザイン、作画監督（OP）
- 高橋留美子劇場 人魚の森（2003年）キャラクターデザイン、作画監督（13話）
- キン肉マンII世 ULTIMATE MUSCLE（2004年）キャラクターデザイン
- キン肉マンII世 ULTIMATE MUSCLE 2（2006年）キャラクターデザイン
- エグザムライ戦国（2009年）キャラクターデザイン、作画監督（ED）
- まじっく快斗（2010年 - 2012年）キャラクターデザイン（1話のみ）
- 頭文字D Fifth Stage（2012年 - 2013年）キャラクターデザイン
- 頭文字D Final Stage（2014年）キャラクターデザイン
- HIGH CARD（2023年）作画監督（10話）
- ハイガクラ（2024年）キャラクターデザイン[4]

### 劇場アニメ
- ゲゲゲの鬼太郎 激突!!異次元妖怪の大反乱（1986年）動画
- チロヌップのきつね（1987年）動画
- ドラゴンボール 摩訶不思議大冒険（1988年）原画
- ドラゴンボールZ（1989年）原画
- ドラゴンボールZ 燃えつきろ!!熱戦・烈戦・超激戦（1993年）原画[5]
- ドラゴンボールZ 銀河ギリギリ!!ぶっちぎりの凄い奴（1993年）原画
- スラムダンク（1994年）作画監督
- ストリートファイターII MOVIE（1994年）作画監督補（共同）
- ヘルメス － 愛は風の如く（1997年）原画
- キン肉マンII世（2001年）キャラクターデザイン（共同）
- キン肉マンII世 マッスル人参争奪!超人大戦争（2002年）キャラクターデザイン（共同）
- 真救世主伝説 北斗の拳 ラオウ伝 殉愛の章（2006年）総作画監督
- 真救世主伝説 北斗の拳 ラオウ伝 激闘の章（2007年）メインキャラクターデザイン、作画監督
- 真救世主伝説 北斗の拳ZERO ケンシロウ伝（2008年）総作画監督
- 劇場版シティーハンター 〈新宿プライベート・アイズ〉（2019年）作画監督
- キン肉マンII世 連載40周年記念（2019年）監督[6]

### OVA
- マドンナ 2 愛と青春のキック・オフ（1989年）原画
- INTERSTELLA 5555: THE 5TORY OF THE 5ECRET 5TAR 5YSTEM（2003年）キャラクターデザイン

### Webアニメ
- 終末のワルキューレ（2021年）キャラクターデザイン[7]・総作画監督
- 終末のワルキューレII（2023年）キャラクターデザイン

### その他
- セガサミー パチスロ・パチンコ北斗の拳シリーズ（2003年 - ）作画監督
- HE-LOW（2018年）キャラクターデザイン